# I can't see, I can't feel
『I can't see, I can't feel』（アイ キャント シー アイ キャント フィール）は三枝夕夏 IN dbの5thシングル。

## 内容
- 三枝夕夏は公式ホームページで中高生から歌詞が好きだという手紙やメールを貰ったと言っており、また作詞は彼女自身の中学時代の日記を参考にしたと言っている。

## 収録曲
全作詞：三枝夕夏、全編曲：小澤正澄
1. I can't see, I can't feel
作曲：小澤正澄
  - 日本テレビ系『AX MUSIC-TV』AX POWER PLAY #037 エンディングテーマ。
2. 私じゃない 私と似た 貴方が愛する人に
作曲：三好誠
3. CHU☆TRUE LOVE 〜night clubbers mix〜
4. I can't see, I can't feel 〜Instrumental〜
5. 私じゃない 私と似た 貴方が愛する人に 〜Instrumental〜

## 収録アルバム
- 三枝夕夏 IN db 1st 〜君と約束した優しいあの場所まで〜（#1）
- 三枝夕夏 IN d-best 〜Smile&Tears〜（#1）
- U-ka saegusa IN db Final Best（#1）